# Tropaeolum peltophorum
Tropaeolum peltophorum là một loài thực vật có hoa trong họ Tropaeolaceae. Loài này được Benth. miêu tả khoa học đầu tiên năm 1843.